# Il bacio (Smetana)
Il bacio (in ceco: Hubička) è un'opera comica in due atti di Bedřich Smetana su libretto di Eliška Krásnohorská tratta da un racconto di Karolina Světlá (1871). L'opera fu rappresentata per la prima volta al Teatro Provvisorio di Praga il 7 novembre 1876 con la direzione di Adolf Čech.

## Trama
Lukáš, un giovane vedovo promesso sposo di Vendulka, vorrebbe baciare la fidanzata prima del matrimonio. La ragazza invece è riluttante perché una superstizione locale afferma che un bacio prematrimoniale possa provocare l'ira della moglie defunta. Dopo molte peripezie che coinvolgono l'intero paese e che, con un capovolgimento dei ruoli, vede a un certo punto essere Vendulka a voler baciare Lukáš il quale però non vuole, alla fine i due promessi sposi riescono a baciarsi senza che si verifichino le temute conseguenze.

## Critica
Il bacio è un'opera scritta in età matura da Smetana, composta quando il musicista era diventato ormai completamente sordo. Anche in questo libretto, come negli altri scritti da Eliška Krásnohorská, i personaggi non sono giovanissimi e hanno problemi di comunicazione. La partitura non è divisa in numeri: la scrittura è continua, senza soluzione di continuità del flusso musicale fra le diverse scene e senza divisione fra recitativi e arie. Sono molto rari i temi derivati dal repertorio tradizionale boemo; quasi tutte le melodie sono state infatti scritte ex novo da Smetana, anche se nello stile dei canti popolari boemi.

## Registrazione
- Pro Arte 3PAL-3005: Eduard Haken, Eva Děpoltová, Leo Marian Vodička, Václav Zítek, Libuše Márová, Karel Hanus, Božena Effenberková, Zdeněk Jankovský; Brno Janáček Opera Orchestra and Chorus; František Vajnar (direttore)